# Santuario siriaco del Gianicolo
Il Santuario siriaco è un sito archeologico di Roma sito nel rione Trastevere in via Dandolo, 47 sul colle Gianicolo all'interno di villa Sciarra.

## Storia
L'edificio fu realizzato nel IV secolo sopra i resti di altri edifici risalenti al I-II secolo nel perimetro di una domus privata. È probabile che sul luogo sorgesse il lucus Furrinae, un bosco sacro a Furrina, luogo in cui Caio Sempronio Gracco si sarebbe fatto uccidere nel 121 a.C. In loco è attestato il tempio di Furrina Ecate, divinità originaria delle acque sotterranee, di cui ci narra Varrone richiamando Ennio (Sulla lingua latina, IV, 19).

## Scavi
Il complesso fu rinvenuto per caso intorno al 1720 durante la costruzione della villa del cardinale Pietro Ottoboni (divenuta poi villa Sciarra) e fu riscoperto per caso nel 1906 durante i lavori di costruzione di alcuni villini sul Gianicolo. Gli scavi iniziarono nel 1908 grazie all'Accademia di Francia e sotto la direzione di Angiolo Pasqui portarono alla luce un cortile coi resti di diversi edifici. Furono ritrovati inoltre diversi reperti tra cui: una statua di bronzo, conservata presso il Museo Nazionale Romano, ritraente un uomo avvolto nelle spire di un serpente identificato con Osiride, una statua marmorea di Bacco, una statua acefala di Giove e una statua in basalto nero ritraente probabilmente un faraone o un'altra divinità oltre che alcuni scheletri.
Inizialmente la struttura è stata identificata con un santuario dedicato ad un culto siriaco anche se si ritiene che fosse dedicato alle divinità egizie, in particolare a Osiride, o più in generale ai vari culti pagani dell'Impero romano, dichiarati fuori legge con l'editto di Tessalonica del 380.